# Wasyl Zienkowicz Tychiński
Wasyl Zienkowicz Tychiński herbu Siostrzeniec (zm. przed 1 maja 1613 roku) – sędzia ziemski nowogródzki w 1598 roku, marszałek ziemski nowogródzki, marszałek hospodarski w latach 1588–1610.
Poseł nowogródzki na sejm 1609 roku. 